# 克里斯托弗森冰川
克里斯托弗森冰川（英語：Christophersen Glacier），是南極洲的冰川，位於南喬治亞島南岸，長15公里，由英國南極名稱諮詢委員會命名，現時由英國海外領土管轄。